# Jonathan Elmer
Jonathan Elmer (29 novembre 1745, Cedarville – 3 septembre 1817, Bridgeton) est un homme politique américain.
Délégué du New Jersey au Congrès continental, il est élu sénateur en 1789 et sert dans le 1er congrès (1789-1791).
Il est le frère d'Ebenezer Elmer (en) et l'oncle de Lucius Elmer (en), deux membres de la Chambre des représentants.